# Tietgenkollegiet
Tietgenkollegiet er et kollegium beliggende i Ørestad og ved siden af Københavns Universitet Amager, IT-Universitetet og DR-Byen. Tietgenkollegiet blev opført 2004-2005 med Nordea-fonden som bygherre. Bygningen er tegnet af Lundgaard&Tranberg Arkitekter og består af 360 lejemål fordelt på seks etager i en cirkelrund bygning, der omgiver en atriumgård. Facaden er beklædt med den kobberholdige legering tombak og kendetegnes ved dens forskudte vinduespartier og altaner. Under kollegiet findes en parkeringskælder.